# .kp
.kp je internetová národní doména nejvyššího řádu určená pro Severní Koreu.